# Avisance
L'avisance est une spécialité culinaire de la ville de Namur en Belgique, prenant la forme d'un chausson de pâte enroulée, fourré à la viande. Elle est aujourd'hui servie chaude, en entrée, généralement accompagnée de crudités.
Il s'agit d'un plat traditionnel qui ne doit pas être confondu avec les productions industrielles à base de minerai de viande nommés « pain saucisse ».
La recette contemporaine, défendue par la confrérie gastronomique des « coteaux de Meuse », se compose d'un rectangle de pâte feuilletée au travers duquel on dépose un boudin de farce composé de haché de porc coupé finement et épicée (chair à saucisse). La crêpe de pâte étant ensuite roulée autour de la viande et soudée. Le tout est recouvert de dorure à l’œuf et cuit au four durant une vingtaine de minutes. Elle est également proposée en cuisine de rue, lors de festivités populaires comme les fêtes de Wallonie.
Historiquement, l'avisance était un repas de voyage, préparé avec un reste de viande placés dans une crêpe de pâte à pain et cuite avec ces derniers. Elle était alors mangée froide, sur le pouce, notamment à l'occasion de longs pèlerinages. 